# Saints & Sinners
Saints & Sinners is een studioalbum van Whitesnake.

## Geschiedenis
Na de tournee ter promotie van Come an' get it bleek de band op zwart zaad te zitten. Dat bevreemdde de diverse bandleden, want de verkopen van het album en het livealbum Live... in the heart of the city waren goed. Vooral Moody had het wel gehad met de eeuwige schulden die de band bleven achtervolgen. In december 1981 verliet hij de band. Vlak daarna besloot ook de leider van Whitesnake dat het welletjes was geweest. Het vele toeren en de bijbehorende feesten met alcohol en drugs eisten hun tol. Bovendien scheidden de wegen tussen Coverdale en de manager van de band John Coletta. Kortom het bleef lange tijd stil rond de band. Toch sukkelde het nog een tijde door maar met het vertrek van Marsden, Murray en Paice bleef Coverdale alleen over met Lord.
Een solocarrière zag Coverdale kennelijk nog niet zitten want in 1982 belde hij Moody weer op en er kwam een reünie op gang om het album af te maken. Daarbij werd ook een nieuwe gitarist aangetrokken in Mel Galley, hier alleen nog te horen als achtergrondzang.
Deze voorgeschiedenis bleek ook uit de opname gegevens. De basistracks werden opgenomen in Rock City te Shepperton, The Truck Mobile in Clearwell Castle en de Brittania Row in Londen. De zang werd opgenomen in de Battery Studio, eveneens te Londen.

## Musici
- David Coverdale – zang
- Micky Moody, Bernie Marsden – gitaar, zang
- Neil Murray – basgitaar
- Jon Lord – toetsinstrumenten
- Ian Paice – slagwerk

met
Mel Galley - achtergrondzang

## Muziek
| Nr. | Titel                                   | Duur |
| --- | --------------------------------------- | ---- |
| 1.  | Young blood (Coverdale, Marsden)        | 3:30 |
| 2.  | Rough an’ ready (Coverdale,Moody)       | 2:50 |
| 3.  | Bloody luxury (Coverdale)               | 3:24 |
| 4.  | Victim of love (Coverdale)              | 3:34 |
| 5.  | Crying in the rain (Coverdale)          | 5:58 |
| 6.  | Here I go again (Coverdale, Marsden)    | 5:08 |
| 7.  | Love an’ affection (Coverdale, Moody)   | 3:08 |
| 8.  | Rock an’ roll angels (Coverdale, moody) | 4:07 |
| 9.  | Dancing girls (Coverdale)               | 3:09 |
| 10. | Saints an’ sinners (Whitesnake)         | 4:22 |

## Hitnotering
Het album haalde de negende plaats in de Britse albumlijst.
| Hitnotering: 27-11-1982 t/m 5-2-1983 | Hitnotering: 27-11-1982 t/m 5-2-1983 | Hitnotering: 27-11-1982 t/m 5-2-1983 | Hitnotering: 27-11-1982 t/m 5-2-1983 | Hitnotering: 27-11-1982 t/m 5-2-1983 | Hitnotering: 27-11-1982 t/m 5-2-1983 | Hitnotering: 27-11-1982 t/m 5-2-1983 | Hitnotering: 27-11-1982 t/m 5-2-1983 | Hitnotering: 27-11-1982 t/m 5-2-1983 | Hitnotering: 27-11-1982 t/m 5-2-1983 | Hitnotering: 27-11-1982 t/m 5-2-1983 | Hitnotering: 27-11-1982 t/m 5-2-1983 | Hitnotering: 27-11-1982 t/m 5-2-1983 |
| Week:                                | 1                                    | 2                                    | 3                                    | 4                                    | 5                                    | 6                                    | 7                                    | 8                                    |                                      | 9                                    |                                      |                                      |
| ------------------------------------ | ------------------------------------ | ------------------------------------ | ------------------------------------ | ------------------------------------ | ------------------------------------ | ------------------------------------ | ------------------------------------ | ------------------------------------ | ------------------------------------ | ------------------------------------ | ------------------------------------ | ------------------------------------ |
| Positie:                             | 9                                    | 11                                   | 23                                   | 36                                   | 48                                   | 48                                   | 70                                   | 69                                   | x                                    | 86                                   | uit                                  |                                      |